# 2021年美國眾議院議長選舉
2021年美國眾議院議長選舉於2020年美國眾議院選舉兩個月後，即2021年1月3日第117屆美國國會開幕日舉行。是次選舉是眾議院1789年成立以來第127次
現任議長、民主黨籍眾議員南希·佩洛西以216票成功擊敗共和黨籍眾議員凱文·麥卡錫，連任並展開第四個任期，未獲任何政黨提名的候選人獲得兩票。
由於在擁有435名議員的眾議院中只有427名代表投票（由於空缺、缺席或棄權的議員），因此只需要214票便能獲勝。

## 流程和约定
議長是美國眾議院議長。眾議院在新國會開始時選舉議長，或者議長在任期內去世、辭職或被免職後進行。
自1839年以來，眾議院通過唱名表決選舉議長。
按照慣例，眾議院各主要政黨會在會議點名前選出一名正式提名的候選人。議員可以投票給任何一位候選人或其他眾議員。在大多數情況下，議員會投票給所屬政黨提名的候選人，因為投票的結果實際上決定哪個政黨擁有眾議員的大多數，並控制眾議院。  
此外，由於美國憲法並沒有明確規定議長必須是眾議院的在任議員，因此眾議員可以投票給非眾議院議員，其中非議員在過去幾年的議長選舉中均有得票。但從未出現過非眾議院議員獲得過半數票。
因此，歷屆議長均是眾議院議員。
要當選議長，候選人必須獲得簡單多數票，而不是眾議院所有議員的絕對多數 – 目前在眾議院435票中需要獲得218票。
在過去的一個世紀中，只有少數情況下，未有獲得絕對多數票，但獲得簡單多數票，而贏得選舉。它發生在2015年1月（第114屆國會），當時約翰·博納以216票勝出（而不是218票）。
由於議員空缺、缺席或成員出席但未投票，可能會出現贏得特定選舉所需票數出現變化。
如果沒有候選人贏得簡單多數，則將重復投票，直到選出議長為止。
自1789年以來，多次投票只出現14次；在2023選舉之前，自1923年12月以來沒有出現過，當時分歧嚴重的眾議院需要九次選舉才能選出議長。    候選人當選後，該人將由眾議院院長監誓就職，眾議院院長是眾議院任職時間最長的議員。

## 民主黨

### 候選人
- 南希·佩洛西，眾議院現任議長，前少數黨領袖。[7]

#### 結果
2020年11月17日，佩洛西以無異議的口頭投票方式獲得提名。

## 共和黨

### 候選人
- 凱文·麥卡錫，現任眾議院少數黨領袖，前眾議院多數黨領袖。[9]

#### 結果
2020年11月17日，麥卡錫以無異議的口頭投票方式獲得提名。

## 選舉議長
議長選舉於2021年1月3日第117屆國會開始時舉行。
由於新冠肺炎疫情，本次選舉改變傳統方法，所有當選眾議院議員不會集體在會議廳投票並記錄他們的出席情況，而是分批進入會議廳，共分七組，每組約72人。
| 南希·佩洛西   | 民主党     | 216 | 50.59％ |  |  |  |  |
| 凱文·麥卡錫   | 共和黨     | 209 | 48.95％ |  |  |  |  |
| 哈基姆·傑佛瑞 | 民主党     | 1   | 0.23％  |  |  |  |  |
| 譚美·達克沃斯 | 民主党     | 1   | 0.23％  |  |  |  |  |
|               |            |     |         |  |  |  |  |
| 总有效票数    | 总有效票数 | 427 | 100.00% |  |  |  |  |

三名當選眾議員缺席選舉， 並且有兩個空缺。
南希·佩洛西在427張選票中獲得了微弱多數，並再次當選為議長。 
投票給非同黨候選人的議員是： 
- ■康納·蘭姆提票給哈基姆·傑佛瑞

- ■賈里德·戈登投票给参议员 譚美·達克沃斯  。

棄權的議員有民主黨眾議員米基·謝里爾、艾麗莎·斯洛特金和阿比蓋爾·斯潘伯格 。 
缺席的議員有民主黨眾議員艾爾西·黑斯廷斯和共和黨眾議員瑪麗亞·埃爾維拉·薩拉查和大衛·瓦拉道。 